# Giacomo Carioti
Giacomo Carioti (Roma, 11 settembre 1946) è un giornalista e fotografo italiano.
Ha iniziato l'attività giornalistica professionale da freelance nel 1965. Dal 1968 alla fine degli anni settanta è stato redattore e critico del mensile Il dramma, edita da Giancarlo Vigorelli e diretta da Maurizio Liverani. Ha inoltre fondato e diretto la rivista Machina. Ha poi proseguito la carriera giornalistica, come critico cinematografico e teatrale del quotidiano "Il Giornale d'Italia", poi come direttore del TG di Teleregione, responsabile delle edizioni giornalistiche di Banca di Roma e Capitalia, infine come direttore dell'agenzia giornalistica Distampa.
È padre dei giornalisti professionisti Emanuele Carioti, anche blogger e Daniele Carioti ed è sposato dal 1970 con la giornalista Rossella Berti.
Con Maurizio Liverani ha continuato a collaborare in varie iniziative giornalistiche e cinematografiche e ha scritto la sceneggiatura del film "Tutto bene all'Estero/Est" ("C'era una volta l'URSS"), mai tuttavia prodotto. La sceneggiatura tratta in modo satirico della situazione politica italiana e dei rapporti fra Occidente e mondo sovietico, ambientata nella redazione di un giornale di partito.
Ha inoltre realizzato documentari e cinegiornali per la Corona Film.
Come fotografo si è interessato di inchieste sociali e ha realizzato mostre sulle tradizioni popolari, sulle carceri minorili, sull'uso crudele dell'immagine giornalistica, sul mondo ed i personaggi dell'ultimo surrealismo.
Negli anni più recenti si è dedicato al ritratto ambientato.
Ha stretto rapporti con Roland Topor, illustratore, pittore, scrittore e cineasta surrealista, insieme al quale ha fondato l'associazione "RomaliaisonParis". Alla morte di Topor, ha dedicato al cofondatore dell'associazione il "Premio Topor", assegnato ad artisti dal connotato ironico e surreale. Il premio, come il simbolo dell'associazione, è costituito dal Pinocchio che si fa marameo, disegno speculare che Topor e Carioti si sono scambiati al momento della fondazione. Il 26 aprile 2017, per onorare il 20º anniversario della morte di Roland Topor, è stata organizzata presso il Cinema Trevi di Roma (Cineteca nazionale/Centro sperimentale di cinematografia), una rassegna cinematografica sul contributo artistico di Topor al cinema italiano (nei film di Federico Fellini e Maurizio Nichetti) ed è stato consegnato a Nichetti il "Premio Topor – Satira e surrealtà" di RomaliaisonParis.
Ha tradotto in italiano due canzoni di Georges Brassens: "Attenti al gorilla" e "L'ecatombe", i cui testi sono stati pubblicati sulle riviste "Machina", "Galleria Colonna", "Opinione pubblica", "Distampa".
Ha collaborato inoltre con Giovanni Semerano, fondatore del "Fotogramma" di via Ripetta a Roma fin dai primi anni '70. Nell'ambito di questa attività, ha presentato in catalogo la maggior parte degli autori delle mostre, contribuendo alla realizzazione delle riviste edite dalla Galleria. Ha realizzato le manifestazioni espositive ed i saggi critici dedicati alle immagini di Man Ray ("D'Apres Man Ray"), di Kiki de Montparnasse ("D'Apres Kiki"), Wilhelm von Plüschow e Wilhelm von Gloeden. Le sue mostre personali sono state: "Uno muro oltre il quale", "Barabbata", "Paris Topor", "Plüschow, chi eri?", "Lo scempio del cadavere".
| Controllo di autorità | VIAF (EN) 6354157162083178980003 · GND (DE) 1197276521 |